# Rotis (Schriftart)

Rotis sans

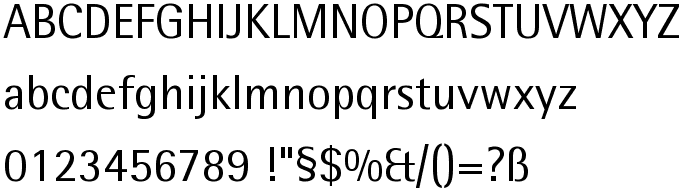
Rotis semi sans

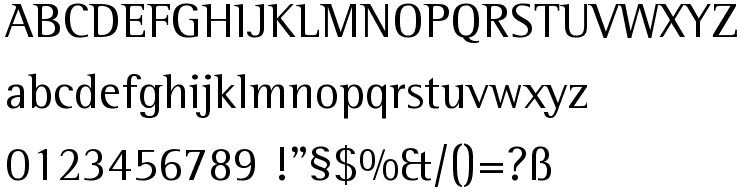
Rotis semi serif

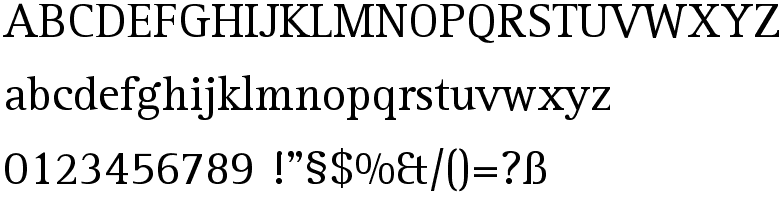
Rotis serif

Rotis ist eine Schriftsippe, die 1988 von Otl Aicher veröffentlicht wurde. Die Schrift hat ihren Namen von Aichers Wohnort Rotis, einem Ortsteil von Leutkirch im Allgäu.

## Varianten
Die Schriftsippe der Rotis besteht aus vier Schriftfamilien:
- Rotis antiqua (bzw. serif, mit voll ausgestalteten Serifen)
- Rotis semi-antiqua (bzw. semi-serif, mit angedeuteten Serifen)
- Rotis semi-grotesk (bzw. semi-sans, ohne Serifen, mit deutlichem Strichstärkenkontrast)
- Rotis grotesk (bzw. sans, ohne Serifen)

2011 wurde die Rotis II Sans von Alice Savoie und Robin Nicholas gestaltet, eine Variante der Rotis grotesk in sieben (statt bisher vier) Gewichten, jeweils mit Kursivschrift. Die Abstände der Buchstaben wurden modifiziert und die Höhe der Ziffern den Großbuchstaben angepasst.

## In der Gestaltung
Aicher selbst schrieb den Namen Rotis generell klein und fügte auch erst später Majuskeln zu seinem Entwurf hinzu, da er die Großschreibung einzelner Wörter als Symbol für Hierarchie und Unterdrückung ablehnte. Im Schrifthandel findet man gemischte und häufig auch eine große Schreibweise.
Unter Typografen und Designern ist die Rotis sehr umstritten, da Otl Aicher viele der anerkannten Thesen, die er selbst über die Lesbarkeit von Schriften im Allgemeinen aufstellte, bei seiner Rotis nicht beachtete. Das Schriftbild wirkt bei größeren Textmengen unruhig und flimmert auf hellem Papier, besonders die beiden Semischnitte.
Dennoch besitzt die Rotis prägnant geformte Einzelbuchstaben (auffällig besonders das e) und eignet sich somit vor allem für Überschriften und in der Logo-Typografie. Sie wird aber auch als Brotschrift, meist im kulturellen und künstlerischen Bereich, eingesetzt.
Otl Aicher hat sein Buch typographie komplett in der Rotis gesetzt; die deutschen Textspalten in konsequenter Kleinschreibung, die englischen Spalten in gemischter Schreibweise.

## Trivia
Laut Styleguide des Freistaats Sachsen ist Rotis neben Arial die einzige Schriftart, die in amtlichen Websites verwendet werden darf. Da Rotis wegen einer begrenzten Anzahl an bezahlten Lizenzen nur an einigen Dienstrechnern verfügbar ist, wird in amtlichen Veröffentlichungen in der Regel Arial verwendet.